# My Little Man
My Little Man é uma canção do álbum Ozzmosis, de 1995, do músico Ozzy Osbourne. É a única canção resultante da colaboração de Osbourne com o guitarrista Steve Vai. Do gênero heavy metal e com uma duração de quatro minutos e cinqüenta e dois segundos, My Little Man é sobre o filho de Ozzy, Jack Osbourne, que na época do lançamento do álbum Ozzmosis tinha apenas dez anos.